# Ingrid’s Back
Ingrid's Back ist ein Textadventure mit Grafiken, entwickelt vom britischen Computerspielehersteller Level 9. Es ist der Nachfolger des Adventures Gnome Ranger und wurde 1988 für verschiedene Heimcomputer veröffentlicht.

## Handlung
Nachdem Gnomin Ingrid Bottomlow im Vorgängerspiel in ihr Heimatdorf Little Moaning zurückgekehrt war, muss sie es im Nachfolger Ingrid's Back vor dem Spekulanten Jasper Quickbuck retten, der das Dorf gentrifizieren will und zu diesem Zweck die Bewohner aus ihren Häusern wirft. Um Quickbuck zu stoppen, organisiert Ingrid u. a. eine Petition gegen dessen Pläne, für die sie zehn Unterschriften beibringen muss, und verdingt sich in seinem Anwesen als Haushälterin, um Belastungsmaterial gegen ihn zu finden.

## Spielprinzip
Ingrid's Back ist ein Textadventure, das heißt, Umgebung und Geschehnisse werden als Bildschirmtext aus- und die Handlungen des Spielers ebenfalls als Text über die Tastatur eingegeben. Eine Besonderheit der textlichen Darstellung ist die Voranstellung des Buchstabens G vor Wörtern, die mit N beginnen, was eine Referenz an den Spieltitel des Vorgängers darstellt, der diese Buchstabenkombination enthielt. Aus „north“ („Norden“) wird „gnorth“, aus „nothing“ („nichts“) „gnothing“ etc. Hierbei handelt es sich um einen Scherz der Designer, der keine Auswirkung auf das Spielgeschehen hat. In fast allen Versionen werden die Szenerie illustrierende, handgezeichnete Standbilder angezeigt, lediglich die Kassetten-, die Apple-II- und die 8-Bit-Atari-Versionen müssen wegen des begrenzten Speichers ohne jede grafische Untermalung auskommen. Ebenfalls aus Speicherplatzgründen ist das Spiel in drei nur sequenziell startbare Teile unterteilt. In Teil eins organisiert Ingrid eine Petition gegen Quickbuck, in Teil zwei muss sie die Zerstörung des Hauses ihrer Familie verhindern und in Teil drei arbeitet sie als Haushälterin in Quickbucks Anwesen. In den ersten beiden Teilen wird Ingrid von ihrem Hund Flopsy begleitet, im dritten Teil von ihrer Cousine Daisy. Der Parser des Spiels ist im Vergleich zu anderen Textadventures dieser Zeit sowie zu früheren Level-9-Spielen recht fortschrittlich. Die Navigation wird durch Befehle wie „follow“ („folge“) oder „find“ („finde“) vereinfacht, und NPCs können mehrstufige Kommandos gegeben werden. NPCs können sich außerdem frei bewegen und gescripteten Tätigkeiten nachgehen.

## Entwicklungsgeschichte
Das Spiel wurde mithilfe der Level-9-eigenen Programmiersprache KAOS (Knight Orc Adventure System, der Buchstabendreher wurde ignoriert) entwickelt, die durch effiziente Textkomprimierung einen großen Spielumfang und durch Plattformunabhängigkeit die schnelle und kostengünstige Portierung auf andere Systeme ermöglichte und eine Weiterentwicklung des vor 1987 benutzten, ebenfalls hauseigenen A-Code-Systems darstellte. KAOS wurde von Level 9 für das Spiel Knight Orc entwickelt und legte seinen Fokus auf das Agieren von und mit NPCs. Firmengründer Pete Austin hatte zuvor in Interviews die Ansicht vertreten, dass die Zukunft der Adventurespiele in verstärkter Interaktion mit NPCs läge.
Als Beilage enthielt das Spiel das Second Gnettlefield Journal, das die Funktion eines Handbuchs übernahm, aber auch ein Tagebuch der Protagonistin enthielt, das zu Kopierschutzzwecken referenziert wurde. Das Tagebuch wurde von Peter McBride geschrieben, der bereits das Handbuch zu Gnome Ranger gestaltet hatte und beim Nachfolger auch am Spieldesign beteiligt wurde.

## Rezeption
Your Sinclair kritisierte die schlechten Grafiken und sporadische Schwächen des Parsers und lobte den Humor und die lebensechten NPCs. ASM lobte Parser, Atmosphäre und Grafik. Power Play befand das Spiel für in jeder Hinsicht durchschnittlich.
| Magazin       | Wertung | Link |
| ------------- | ------- | ---- |
| ASM           | 8/10    | Link |
| Power Play    | 56/100  | Link |
| Your Sinclair | 9/10    | Link |